# Vrátna-Tal
Koordinaten: 49° 15′ 0″ N, 19° 3′ 0″ O

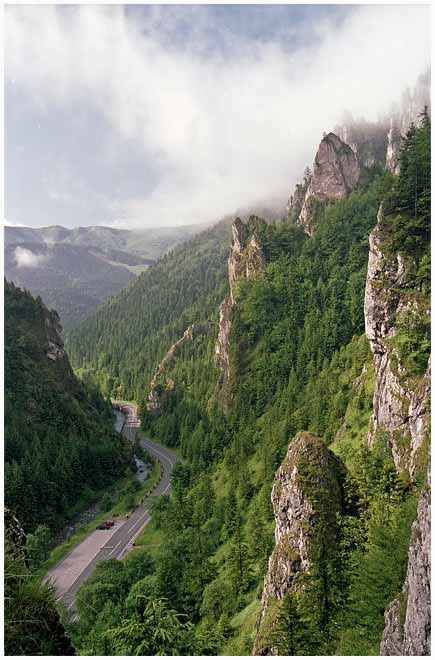
Engpass Tiesňavy

Das Vrátna-Tal (slow. Vrátna dolina) ist ein Gebirgstal in der Kleinen Fatra in der Slowakei.

## Lage und Beschreibung
Das Vrátna-Tal liegt in der Krivaňská Fatra – dem nordöstlichen Teil der Kleinen Fatra – südlich der Gemeinde Terchová. Es wird im Osten und Süden vom Hauptkamm, im Norden und Westen von Nebenkämmen des Gebirges begrenzt. Zwei dieser Nebenkämme bilden am vom Bach Varínka durchflossenen Talausgang einen tief eingeschnittenen, von Kalksteinfelsen begrenzten Engpass (Tiesňavy).
Kurz oberhalb dieses Engpasses teilt sich das Tal in zwei vom Berg Grúň getrennte Teile; nach Süden verläuft das Tal Stará dolina (deutsch etwa „Altes Tal“), nach Osten das Tal Nová dolina (etwa „Neues Tal“). In letzterem liegt Štefanová, die einzige geschlossene Siedlung des Vrátna-Tales.

## Fremdenverkehr
Das Tal gehört zu den landschaftlich reizvollsten Regionen in der Slowakei und ist vom Tourismus geprägt. Es existieren mehrere Skilifte und seit März 2006 eine Kabinenseilbahn auf den Sattel Snilovské sedlo. Eine Reihe von markierten Wanderwegen führt auf die umliegenden Gipfel (u. a. Veľký Kriváň, Chleb, Veľký Rozsutec, Stoh, Sokolie, Boboty).